# Odette de Champdivers
 (avril 2012).
Si vous disposez d'ouvrages ou d'articles de référence ou si vous connaissez des sites web de qualité traitant du thème abordé ici, merci de compléter l'article en donnant les références utiles à sa vérifiabilité et en les liant à la section « Notes et références ».
 (avril 2012).
Odette de Champdivers, dite la « Petite Reine » (vers 1390 – vers 1425), est une maîtresse de Charles VI, roi de France. Elle est la mère de leur fille Marguerite, qui sera légitimée après la mort de Charles VI.

## Biographie

### Famille
Odette de Champdivers est la fille d'Odin, ou Oudin, seigneur de Champdivers, et maître d'écurie du roi en 1387,. Elle appartient à la famille seigneuriale de Champdivers, qui tire son nom d'un fief près de Dole et de Saint-Jean-de-Losne, dans le comté de Bourgogne.
Odette est la sœur d'Henri de Champdivers, marié à Jeanne de Toulongeon (1382-1419). Jeanne de Toulongeon est la sœur de deux maréchaux de Bourgogne et d'un grand écuyer de France. Elle a aussi comme frère Odinet de Champdivers, chevalier, qui en 1394 suit Philippe le Hardi lors de son voyage en Bretagne.
Guyot de Champdivers, un autre de ses frères, est mentionné en septembre 1391 dans les comptes royaux comme l'un des pages ou écuyers qui servent en l'hôtel de la reine, Isabeau de Bavière. En 1407, Guyot de Champdivers reparaît, auprès du duc de Bourgogne, comme écuyer panetier. Ce même Guyot ou Guillaume de Champdivers s'attache dès lors et définitivement à la cause de Jean sans Peur, puis de Philippe le Bon. Il sert ces deux princes avec le titre de conseiller du roi et du duc dans les affaires les plus importantes notamment de 1413 à 1425 environ.

### Maîtresse deCharlesVI

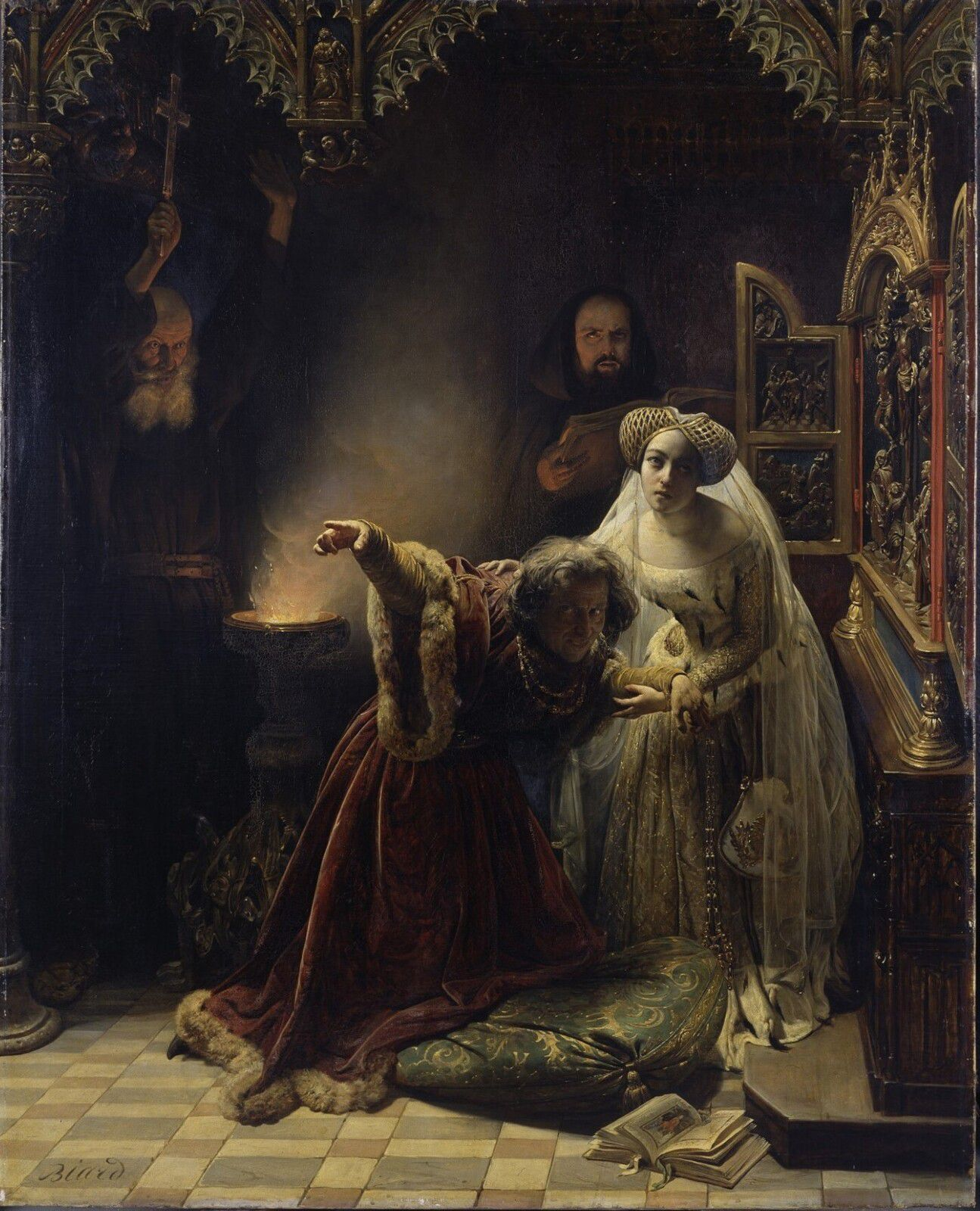
L'Exorcisme de la folie de Charles VI. Toile de François-Auguste Biard, 1839.

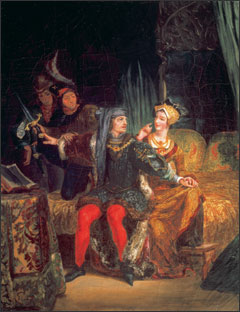
Odette de Champdivers par Eugène Delacroix, 1825.

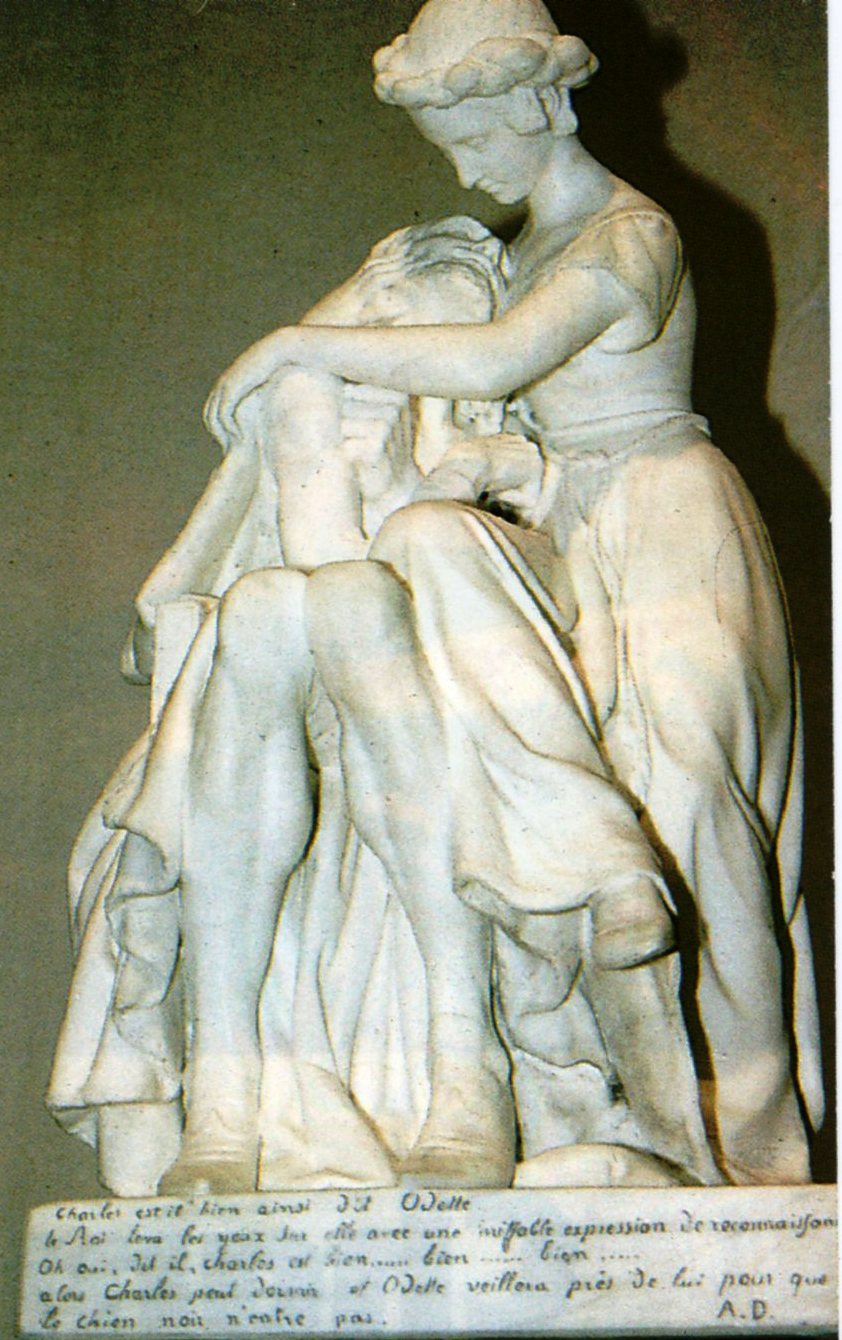
Charles VI et Odette de Champdivers, Marbre de Victor Huguenin, 1839.

Sa famille bourguignonne sert le parti des ducs Philippe II et Jean sans Peur. Il paraît vraisemblable qu'Odette ait été introduite auprès du roi Charles VI par le duc Philippe le Hardi pour des raisons politiques et pour favoriser le parti bourguignon.
Le roi, surnommé « le Fol », a de violents accès de folie et la reine est une de ses victimes. Il lui est donc choisi une concubine, qui est Odette, à partir de 1405-6. Elle est dite avoir été très belle, et elle est surnommée par ses contemporains « la petite reine ». En 1407 naît Marguerite, leur fille.
Du vivant de Charles VI, de riches dons servirent de récompense à son dévouement. Odette est gratifiée de deux beaux manoirs avec toutes leurs dépendances situés l'un à Créteil, au Buisson et l'autre à Bagnolet, sans doute situé aux Malassis. Elle partage le long calvaire du roi de France atteint de démence, jusqu'à la mort de celui-ci en octobre 1422. On dit même qu'elle inventa, pour le distraire, les cartes à jouer.
Selon certains auteurs, Odette porte les vêtements de la reine dans le lit royal chaque nuit, et Charles ne repère pas la substitution.

### Fin de vie
En 1418, le roi avait offert une rente à Odette de Champdivers et à leur fille Marguerite de Valois. D'avril à octobre 1422, le gouvernement moribond de Charles VI de France alloue à Marguerite de Valois la somme de cinq cents livres par an, sa vie durant, sur le péage de Saint-Jean-de-Losne. Mais à la mort du roi, en octobre 1422, Odette et sa fille perdent leur rente.
Elles vont alors chercher refuge auprès de Philippe le Bon. Mais celui-ci est peu généreux.
Les deux femmes sont ensuite accusées et jugées pour avoir comploté et espionné pour la France. Après 1424, Marguerite et sa mère se réfugient dans le Dauphiné.
Charles VII de France fait légitimer sa demi-sœur par lettres datées du mois de janvier 1428, à Montrichard.
Odette de Champdivers, par l'intermédiaire d'Étienne Chariot, cordelier de Beuvray-lès-Autun en Bourgogne et espion de Charles VII dans la région, avertit le roi d'un massacre de ses partisans lyonnais programmé par les Bourguignons et les Anglais.
Chariot est arrêté par les Bourguignons et dénonce Odette de Champdivers. La mère et la fille sont accusées et jugées pour avoir comploté et espionné pour la France. Odette de Champdivers disparaît après le 6 septembre 1424. Il est assez probable qu'elle meurt dans le plus grand dénuement. Elle est peut-être morte dans le Dauphiné en 1425.
C’est la seconde plus ancienne maîtresse connue d’un roi de France, après Biette de Casinel, maîtresse de Charles V.

### Descendance
Odette de Champdivers et Charles VI ont une fille, Marguerite de Valois (1407-1458), qui est légitimée par son demi-frère Charles VII en 1428.
En 1428, Marguerite de Valois (1407-1458) épouse Jean III de Harpedane, seigneur de Belleville-en-Poitou et Montaigu, sénéchal de Saintonge, chambellan de Charles VII de France, fils de Jean II de Belleville et de Jeanne de Mussidan.